# Гама зраци
Гама зраци налазе се у области електромагнетног спектра чија је таласна дужина мања од таласне дужине рендгенске светлости а фреквенција већа.
Подручје гама спектра обухвата таласне дужине мање од 0,01 nm односно фреквенције веће од 3×1019 .
Гама честице су фотони који настају приликом гама распада.

## Употреба
Гама радијација користи се у прехрамбеној индустрији приликом стерилизације, слично и у медицини. Користи се и у радиотерапији, за уништење канцерогеног ткива.